# Sedum forsterianum
Sedum forsterianum é uma espécie de planta com flor pertencente à família Crassulaceae. 
A autoridade científica da espécie é Sm., tendo sido publicada em Engl. Bot. 26: t. 1802. 1808.

## Portugal
Trata-se de uma espécie presente no território português, nomeadamente em Portugal Continental e no Arquipélago dos Açores.
Em termos de naturalidade é nativa de Portugal Continental e introduzida no Arquipélago dos Açores.

## Protecção
Não se encontra protegida por legislação portuguesa ou da Comunidade Europeia.